# Quicunzo
Quicunzo – miasto w Angoli, w prowincji Bengo.